# Донбас
Донбас, съкратено от Донецки басейн (на украински: Донецький басейн), също Донецки каменовъглен басейн, е икономически, исторически и културен регион, разположен на територията на днешна Източна Украйна.
Формирал се е въз основа на големите запаси на въглища и желязна руда и развилата се на тяхна основа добивна и тежка преработваща промишленост. От април 2014 г. е място на бойните действия от войната в Донбас между правителството на Украйна и подкрепяни от въоръжените сили на Руската федерация сепаратисти. В резултат на това, големи части от Донбас днес са окупирани от Русия.
Получил е името си от Донецкия хребет и река Северски Донец.
Обединява части от 2 административно-териториални области – северната и централната част на Донецка област и южната половина на Луганска област. Град Донецк е считан за неофициалната столица на Донбас.
През 1720-те години е открит въгледобивният басейн. Промишленото му усвояване започва в края на 19 век. Простира се на около 60 хил. km2. Общите запаси до дълбочина от 1800 m се оценяват на 140 800 000 000 тона.